# Stoke Ash
Stoke Ash is een civil parish in het bestuurlijke gebied Mid Suffolk, in het Engelse graafschap Suffolk met 314 inwoners.